# Egito nos Jogos Olímpicos de Verão de 1948
O Egito participou dos Jogos Olímpicos de Verão de 1948 na cidade de Londres, no Reino Unido.

## Medalhistas

### Ouro
- Ibrahim Shams - Halterofilismo - Leve (até 67,5 kg);
- Mahmoud Fayad - Halterofilismo - Pena (até 60 kg).

### Prata
- Attia Hamouda - Halterofilismo - Leve (até 67,5 kg);
- Ali Hassan - Luta greco-romana - 52 a 57kg.

### Bronze
- Ibrahim Orabi - Luta greco-romana - 79 a 87kg